# Загадочное дело
«Зага́дочное де́ло» (англ. The Enigmatic Case, иер. трад. 碧水寒山奪命金, упр. 碧水寒山夺命金, кант.-рус.: Пик сёй хонь сань тют мэн кам) — гонконгский детективный боевик режиссёра Джонни То. В Гонконге лента вышла в прокат 12 июня 1980 года. Главные роли исполнили Дамиан Лау и Чери Чун. Первый фильм, срежиссированный То, а для Чун картина стала первой в её актёрской карьере. Кроме того, То стал первым гонконгским режиссёром, снявшим фильм в материковом Китае. Фильм обернулся коммерческим провалом и получил в основном негативные отклики критиков.

## Сюжет
Бродяга Лоу Тхинькуань случайно вовлечён в ограбление золота. Позже трёх грабителей находят мёртвыми после пожара в хижине, а всё золото пропадает. Лоу Тхинькуань заключён в тюрьму по обвинению в их убийстве. Его давно ожидает казнь, но тюремные власти подозревают, что он знает, где спрятано украденное золото. Несмотря на большое количество пыток, устроенных одноглазым надзирателем Хун Чхинем, Тхинькуань не раскрывает тайну, и однажды ему удаётся сбежать из-под заключения вместе с другим заключённым, Кён Фунлау. Скрываясь от преследования, Тхинькуань встречает молодую девушку, Яу Пхуйпхуй, которая направляется в Каменный город, чтобы забрать останки своего отца. Когда она натыкается на объявление о розыске Тхинькуаня, то осознаёт — он несёт ответственность за убийство её отца. Беглец даёт шанс девушке отомстить и, когда она всё же не решается это сделать, делится с ней воспоминаниями о том, что на самом деле произошло в ночь убийства. Истинное местонахождение золота остаётся загадкой для Тхинькуаня, и, как выясняется, один из трёх участников ограбления на самом деле жив. В то же время бродяга оказывается в постоянной опасности из-за людей Чхиня, а также других личностей, слетевшихся в Каменный город в поисках золота.

## Создатели

### Исполнители ролей
Примечание: имена персонажей даны в кантонской романизации.
| Актёр       | Оригинальное имя актёра | Персонаж       | Оригинальное имя персонажа |
| ----------- | ----------------------- | -------------- | -------------------------- |
| Дамиан Лау  | 劉松仁                  | Лоу Тхинькуань | 路天君                     |
| Чери Чун    | 鍾楚紅                  | Яу Пхуйпхуй    | 尤佩佩                     |
| Кон Хонь    | 江漢                    | Яу Икъю        | 尤亦儒                     |
| Лау Кон     | 劉江                    | Кён Фунлау     | 姜鳳樓                     |
| Тин Лён     | 丁亮                    | Хун Чхинь      | 熊阡                       |
| Цзян Мин    | 姜明                    | несущий гроб   | 仵工                       |
| Лань Цин    | 藍青                    | старуха        | 老嫗                       |
| Лён Камсань | 梁錦燊                  | Хо Пиу         | 賀彪                       |

### Съёмочная группа
- Кинокомпания: Feng Huang[кит.], Zeus Film Production
- Исполнительный продюсер: Чань Чинпо
- Режиссёр-постановщик: Джонни То
- Ассистент режиссёра: Лау Кон[англ.]
- Постановщики трюков: Ю Хон, Ын Кён
- Сценарист: Чжу Янь
- Композитор: Ю Лёнь[кит.]
- Оператор: Дэвид Чун, Чун Юн, Ён Луквай[комм. 2]
- Режиссёр монтажа: Чю Канин
- Художник по костюмам: Лён Чам
- Художники по гриму: Чиу Лимъи, Чау Манькюнь
- Декорации: Ян Линь

## Производство

### Особенности
«Загадочное дело» является выдающимся примером сотрудничества гонконгских кинокомпаний «левого крыла» с материком: съёмки фильма проходили в континентальном Китае с участием гонконгских актёров. В то время строгие правила Китайской Народной Республики означали, что только «левым» кинопроизводителям было позволено сотрудничать с организациями материкового Китая. Кинокомпания Phoenix (Feng Huang), занимавшаяся производством этого фильма, была одним из первопроходцев.

### Места съёмок
Съёмки фильма проходили в горной местности Северного Гуандуна, КНР.

## Выход в прокат

### Кассовые сборы
Кинотеатральный прокат фильма в Гонконге проходил с 12 по 25 июня 1980 года. Картине не удалось добиться успеха: общая сумма сборов за 14 дней кинопроката составила HK$ 1 277 033, что позволило «Загадочному делу» занять лишь 46 место в списке самых кассовых гонконгских лент года.

### Отзывы
Кинокритик Борис Хохлов написал на дебютную режиссёрскую работу Джонни То разгромную рецензию, в которой так охарактеризовал киноленту: 
... это не фильм, а невнятная мешанина из чужих идей, которые, к тому же, реализованы максимально неудачно.

### Издания
В Гонконге фильм издавался на различных видеоносителях:
| Тип носителя      | VHS                         | DVD                         | VCD                         |
| Звуковые дорожки  | Кантонский                  | Кантонский/путунхуа         | Кантонский/путунхуа         |
| Продолжительность | 97 мин                      | 87 мин                      | 87 мин                      |
| Издатель          | Star Entertainment Co. Ltd. | Mei Ah Laser Disc Co., Ltd. | Mei Ah Laser Disc Co., Ltd. |
| Субтитры          | - Нет                       | - Китайские/английские      | - Нет                       |

## Музыка
Музыку к фильму написал композитор Ю Лёнь. Периодически на протяжении всего фильма звучит песня «碧水寒山奪命金», являющаяся его основной темой. Автором слов выступил поэт-песенник Ип Сиутак, а исполнил песню cantopop-певец Майкл Кван. Также песня попала в альбом Квана «人在江湖», вышедший на пластинке в один год с фильмом.

## Комментарии
1. ↑  Исполнительный продюсер.
2. ↑  Помощник оператора.